# قرمز-آل
آلومینیوم کاهنده (به انگلیسی: Red-Al) یک ترکیب شیمیایی با شناسه پاب‌کم ۱۶۶۸۴۴۳۸ است.